# Liste der Naturdenkmale in Balduinstein
Die Liste der Naturdenkmale in Balduinstein nennt die im Gemeindegebiet von Balduinstein ausgewiesenen Naturdenkmale (Stand 20. Mai 2024).

## Naturdenkmale
| Nr.         | Bezeichnung            | Lage                                                                           | Beschreibung                                                       | Bild                                    |
| ----------- | ---------------------- | ------------------------------------------------------------------------------ | ------------------------------------------------------------------ | --------------------------------------- |
| ND-7141-435 | Winterlinde Schaumburg | südöstlich des Ortes, unterhalb von Schloss Schaumburg beim Waldecker Hof Lage | Tilia cordata, um 1830 gepflanzt, 14 m hoch bei 1,41 m Durchmesser | Direkt Bild zu diesem Denkmal hochladen |